# Thompsontown
Thompsontown és una població dels Estats Units a l'estat de Pennsilvània. Segons el cens del 2000 tenia 711 habitants.

## Demografia
Segons el cens del 2000, Thompsontown tenia 711 habitants, 348 habitatges, i 202 famílies. La densitat de població era de 857,9 habitants/km².
Dels 348 habitatges en un 25% hi vivien nens de menys de 18 anys, en un 46% hi vivien parelles casades, en un 8,3% dones solteres, i en un 41,7% no eren unitats familiars. En el 37,4% dels habitatges hi vivien persones soles el 18,7% de les quals corresponia a persones de 65 anys o més que vivien soles. El nombre mitjà de persones vivint en cada habitatge era de 2,04 i el nombre mitjà de persones que vivien en cada família era de 2,66.
Per edats la població es repartia de la següent manera: un 19,3% tenia menys de 18 anys, un 8,2% entre 18 i 24, un 29,4% entre 25 i 44, un 23,2% de 45 a 60 i un 20% 65 anys o més.
L'edat mediana era de 40 anys. Per cada 100 dones de 18 o més anys hi havia 85,8 homes.
La renda mediana per habitatge era de 28.750$ i la renda mediana per família de 35.938$. Els homes tenien una renda mediana de 32.115$ mentre que les dones 19.107$. La renda per capita de la població era de 17.663$. Entorn del 4,4% de les famílies i el 7,5% de la població estaven per davall del llindar de pobresa.

## Poblacions més properes
El següent diagrama mostra les poblacions més properes.